# Nobraino
Les Nobraino sont un groupe italien  de rock indépendant, originaire de Riccione. Durant son parcours, le groupe grandit dans le circuit de l'autoproduction et des labels indépendants, avec plus d'un millier de concerts à son actif, et qui a fait de la performance son point fort,.

## Histoire

### Débuts (2001–2009)
En 2001, ils produisent leur premier EP Pressapochismi, composé de quatre titres (Cecilia, La sorella di Camilla, Le leggi del mercato universale et Listen),. En 2004, ils remportent la deuxième édition du concours national pour les groupes émergents Pojan on the Rock.
Le 1er août 2006 sort leur premier album studio The Best of, produit par Andrea Felli et publié par le label discographique indépendant Mediane. L'album, qui rassemble en douze titres les travaux du groupe depuis ses débuts jusqu'en 2006, remporte le prix IMAIE 2006 du meilleur premier album. De cet album sont extraits les singles Italian Spider et Piena gioventù avec les clips correspondants,. Entre 2007 et 2009, ils participent à une intense activité de concerts avec plus de 200 dates, lors de nombreux événements locaux et également en tant que groupe d'accompagnement pour Roy Paci e Aretuska, Marta sui Tubi et Morgan. Ils remportent plusieurs prix tels que DemoRai et Sele d'oro ainsi que le prix Révélation de l'année à MArteLive 2008, ce qui leur permet de signer un contrat avec le label indépendant MArteLabel. Le fruit de ces années intenses est la publication, le 5 décembre 2007, du deuxième album (le premier live) Live al Vidia Club, auto-produit avec Libero Cola et enregistré au Vidia Club de Cesena, qui comprend des interprétations de huit titres inédits du groupe et des réinterprétations de Morna (par Vinicio Capossela) et Ma che freddo fa (par Franco Migliacci et Claudio Mattone, enregistré à l'origine par les Rokes et Nada). De l'album est extrait le single Bifolco, accompagné de son clip.

### No USA! No UK!(2010–2012)

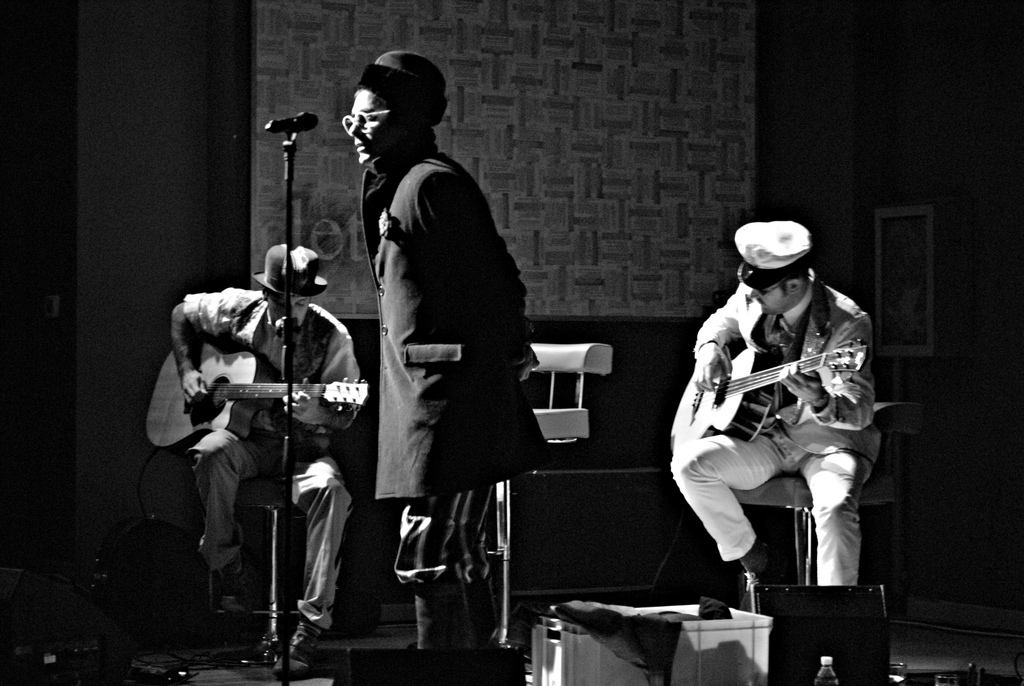
Nobraino au Nuovo Teatro delle Commedie, Livourne, 2011.

Le 19 février 2010, ils se produisent lors d'un épisode du DopoFestival YouDem du 60e Festival de Sanremo. Le 9 mars 2012 sort le troisième album studio No USA! No UK! produit sous la direction artistique de Giorgio Canali et publié par le label discographique indépendant MArteLabel. Il est composé de douze titres inédits. Les titres comprennent les singles La Giacca di Ernesto, Bifolco (cette fois en studio) et Narcisisti misti. Des vidéos musicales ont été réalisées pour tous les singles,. La même année, ils remportent le sondage Nuova Musica Italiana, organisé par le magazine mensuel La Repubblica XL.
Entre mai 2010 et janvier 2012, ils participent au Bifolco Tour 2010-2012, avec quelques dates de mars à juin 2011 dans des théâtres, appelé Il fantomatico Tour dei teatri (La tournée du théâtre fantôme), dans lequel ils interprètent de nouveaux morceaux en acoustique, avec le trompettiste Davide Barbatosta et le violoniste Laurence Cocchiara (Mr. Laurence) du groupe This Harmony, avec lequel ils remportent le prix MEI de la meilleure tournée de l'année en septembre 2011 à Faenza.
Entre novembre 2011 et février 2012, Lorenzo Kruger participe également à la tournée Gli Scontati, une série de concerts en hommage à l'auteur-compositeur-interprète italien Paolo Conte avec Lorenzo Kruger au chant et Giacomo Toni au piano (leader du groupe 900band),. Le projet connaît ensuite de nouvelles dates en octobre 2014, 2015 et 2016 (à l'occasion de la sortie de l'album Studi interrotti),.

### Disco d'oro(2012–2013)
Le 9 mars 2012 sort le troisième album studio Disco d'oro produit par Manuele Fusaroli, publié par le label discographique indépendant MArteLabel et distribué par Venus Distribuzione, et composé de douze titres inédits. Le titre fait référence aux albums monochromes historiques tels que le White Album des Beatles ou le Brown Album de Primus, et le choix est celui de l'or : une métaphore pour un refuge sûr mais aussi une parodie du célèbre disque de récompense,. Parmi les titres figurent les singles Film muto, Il record del mondo (qui atteint la deuxième place du classement Top 50 Indie Music Like de la fin de l'année 2012, après Padania d'Afterhours) et Bademaister. Les clips de Silent Film et de Bademaister sont réalisées. Le 1er mai, ils participent au concert du 1er mai à Rome, se faisant connaître pour leur performance originale accompagnant l'interprétation de Il mangiabandiere : pendant que le chanteur Lorenzo Kruger chante, il se rase les cheveux à l'aide d'une tondeuse.
De mars à décembre 2012 et de janvier à juillet 2013, ils sont engagés dans la tournée Disco d'oro, présentant plusieurs morceaux qui seront publiés sur le nouvel album L'ultimo dei Nobraino comme Bigamionista, Lo scrittore et Esca viva,,,,.

### Autres albums et concerts (depuis 2013)

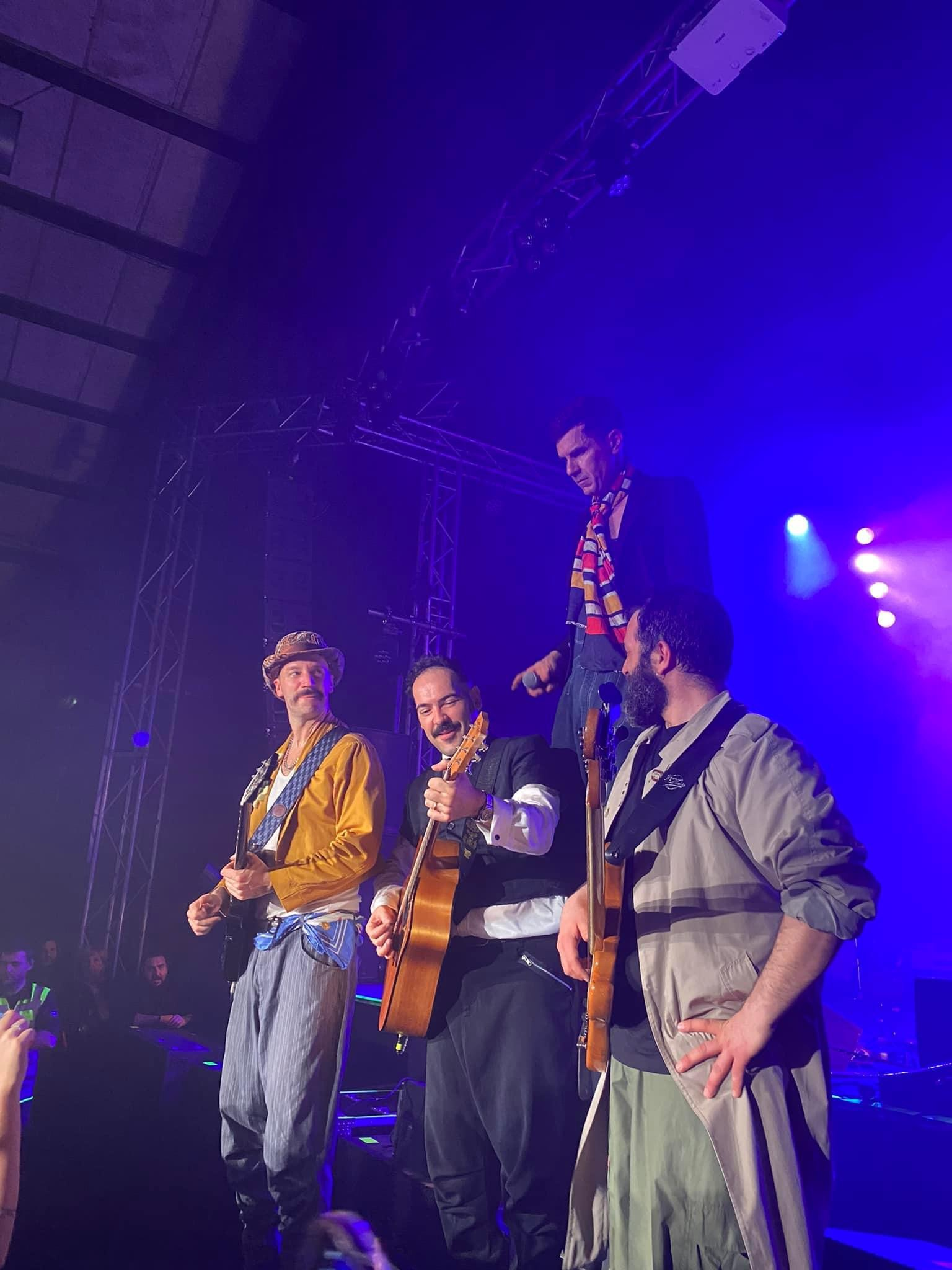
Nobraino à l'Estragon Club de Bologne, le 12 mars 2023.

En octobre et novembre 2016, Lorenzo Kruger entame une tournée intitulée Lorenzo Kruger chante les morceaux de Nobraino, une série de concerts en solo avec son piano, sans l'orchestre et dans des lieux intimes.
Tout au long de l'année 2018, Lorenzo Kruger poursuit la tournée solo piano et chant Lorenzo Kruger chante des morceaux de Nobraino qui débute en 2016 et se poursuit en 2017 (de février à septembre et décembre). Elle se poursuit ensuite en 2019 (entre janvier et septembre), 2020 (en février, mars, août, septembre et octobre), 2021 (entre mai et août) et 2023 (août et novembre) (page Facebook du groupe).
Le 10 novembre 2022, après presque six ans d'inactivité, Nobraino annonce qu'ils reviendront en concert pour une date unique le 11 mars 2023 à l'Estragon Club de Bologne. Quelques heures après avoir affiché complet, ils ajoutent une nouvelle date unique prévue le 10 mars. Le 20 mars, étant donné le grand succès des deux dates uniques, une troisième est annoncée pour le 15 juillet 2023 à la Cavea de l'Auditorium Parco della Musica à Rome (dans le calendrier du Roma Summer Fest 2023). Le 21 avril 2023, après les trois dates spéciales, une véritable tournée 2023 comprenant onze dates supplémentaires du 28 juin au 12 novembre 2023 est annoncée.
Du 29 mars au 29 novembre 2024, ils participent à la tournée Animali da palcoscenico Club Tour comprenant 30 dates dans des clubs en Italie ; cinq dates sont ajoutées en 2025. Davide Barbatosta est remplacé par Nicoletta Nardi (clavier, guitare, chant secondaire).

## Discographie

### Albums
- 2001 : Pressapochismi (EP)
- 2006 : The Best of
- 2007 : Live al Vidia Club (ablum live)
- 2010 : No USA! No UK!
- 2012 : Disco d'oro
- 2014 : L'ultimo dei Nobraino
- 2016 : 3460608524
- 2024 : Animali da palcoscenico

### Singles et clips
- 2006 : Spider italiana
- 2006 : Piena gioventù
- 2007 : Bifolco (live)
- 2010 : La Giacca di Ernesto
- 2010 : Bifolco (version 2010)
- 2011 : Narcisisti misti
- 2012 : Film muto
- 2012 : Il record del mondo
- 2014 : Bigamionista
- 2014 : Luce
- 2014 : Clandestino
- 2014 : Un'altra ancora
- 2014 : Lo scrittore
- 2014 : Endorfine
- 2016 : Vertigini
- 2017 : Mike Tyson
- 2023 : Acufeni
- 2023 : Fermentazione
- 2024 : Dubbi sul futuro
- 2024 : Glenn Miller